# Mahārājganj (ort i Indien, Uttar Pradesh, Āzamgarh)
Mahārājganj är en ort i Indien.   Den ligger i distriktet Āzamgarh och delstaten Uttar Pradesh, i den nordöstra delen av landet, 600 km öster om huvudstaden New Delhi. Mahārājganj ligger 87 meter över havet och antalet invånare är 7 499.
Terrängen runt Mahārājganj är mycket platt. Runt Mahārājganj är det tätbefolkat, med 849 invånare per kvadratkilometer. Närmaste större samhälle är Bilariāganj, 13,0 km sydost om Mahārājganj. Trakten runt Mahārājganj består till största delen av jordbruksmark.